# Lam Ngai-kai
Ne doit pas être confondu avec Simon Yam.
Lam Ngai-kai, aussi appelé Lam Ngai-choi, Lam Nai-choi, et Simon Nam, né en 1953, est un réalisateur hongkongais, notamment réalisateur du film Erotic Ghost Story de 1990.

## Filmographie
- 1990 : Erotic Ghost Story
- 1991 : Riki-Oh: The Story of Ricky (Lik Wong) (comme Simon Nam)
- 1992 : The Cat (en) (Lao mao)